# Hemligt uppdrag i Malaya
Hemligt uppdrag i Malaya (originaltitel: Malaya) är en amerikansk äventyrsfilm från 1949 med James Stewart och Spencer Tracy. Filmen regisserades av Richard Thorpe.

## Handling
Journalisten Royer (James Stewart) övertygar staten att han kan stjäla en last med gummi under japanernas näsor. För att hjälpa Royer släpps Carnahan (Spencer Tracy) ut ur fängelset.

## Rollista (i urval)
- Spencer Tracy
- James Stewart
- Valentina Cortese
- Sydney Greenstreet
- John Hodiak
- Lionel Barrymore